# الحجر (الرجم)

تعديل مصدري - تعديل

الحجر هي إحدى قرى عزلة بني الجلبي بمديرية الرجم التابعة لمحافظة المحويت، بلغ تعداد سكانها 324 نسمة حسب تعداد اليمن لعام 2004.